# Slaraffenland
Denne side handler om begrebet «Slaraffenland». For TV-2's album, se Slaraffenland (album) og for det danske band, se Slaraffenland (musikgruppe).
Slaraffenland er et paradislignende fabelland eller lykkeland hvor mennesker lever i behagelig lediggang og får alt de vil have, uden at arbejde for det. Oprindeligt kunne Slaraffenland betegne forskellige slags fantasiriger, men blev efterhånden udelukkende brugt om et overflodssamfund, hvor der vokser pølser på grenene og færdigstegte duer flyver ind i munden på folk.